# Whitehouse
Pour les articles homonymes, voir Whitehouse (homonymie).
Whitehouse est un groupe britannique de musique bruitiste et industrielle, actif entre 1980 et 2008.

## Histoire
Le nom « Whitehouse » est une référence goguenarde, à la fois à la militante moraliste Mary Whitehouse et au magazine pornographique britannique homonyme. Le fondateur du groupe, qui est également son seul membre permanent, est William Bennett. Il commence sa carrière de musicien comme guitariste d'Essential Logic. Depuis très tôt il rêve de « créer une musique qui puisse plonger le public dans la soumission ». Plus tard, il enregistre sous le nom de Come, qui travaillera notamment avec Daniel Miller et J.G. Thirlwell, avant de former Whitehouse en 1980. Le groupe donne ses premiers concerts en 1982. La même année, Philip Best, alors âgé de quatorze ans, se joint à Bennett après une fugue de chez ses parents.
Parmi les nombreux collaborateurs ou membres temporaires du groupe durant cette première période on peut citer Kevin Tomkins, Peter Sotos, Steven Stapleton, Glenn Michael Wallis, John Murphy, Stefan Jaworzyn, Jim Goodall et Andrew McKenzie (de Hafler Trio). Le groupe reste inactif durant la deuxième moitié des années 1980. Ses membres quittèrent Londres pour se consacrer à d'autres projets. 
Le groupe refait surface au début des années 1990 avec une série d'albums produits par le célèbre producteur américain Steve Albini, en commençant par Thank Your Lucky Stars. Albini travaille avec le groupe jusqu'en 1998, date à laquelle Bennett prend en charge la plus grande part du travail de production. Au cours de cette résurgence, l'écrivain Peter Sotos, qui avait officié avec le groupe en 1983 et 1984, le réintègre jusqu'à la parution de l'album Bird Seed (2003).

## Style musical
Whitehouse se spécialise dans ce qu'il dénomme « extreme electronic music ». Ils sont notamment connus pour leurs paroles et l'utilisation d'une imagerie polémique et déconcertante, avec des références récurrentes au sadisme, à la misogynie, aux tueurs en série, aux troubles alimentaires, à la pédophilie et à d'autres formes de déviances perverses.
Le groupe a émergé au moment où des précurseurs de la première vague de musique industrielle comme Throbbing Gristle et SPK s'éloignaient du bruitisme pour revenir à des musiques dans une certaine mesure plus conventionnelles. Whitehouse marque une opposition à cette tendance et opère un retour à des sonorités plus extrêmes et expérimentales, puisant leurs influences chez des musiciens expérimentaux des décennies antérieures comme Alvin Lucier, Robert Ashley et Yoko Ono.
Leurs premiers enregistrements sont caractérisés par des compositions relativement minimalistes combinant lourdes basses électroniques et hautes fréquences, additionnées parfois de véritables « murs » de bruit blanc, avec ou sans paroles (en fait souvent des ordres aboyés, des murmures sinistres, ou des cris suraigus).
Au début des années 1990, le groupe a changé son équipement analogique pour travailler sur des ordinateurs. Depuis 2000, ils ont commencé à intégrer dans leurs compositions des rythmes de percussions, parfois tirés d'instruments africains comme des djembes et des dum dum. Le chant laconique et émoussé des débuts a également évolué vers une forme plus élaborée et plus profonde psychologiquement (reflétant parfois l'intérêt de Bennett pour la programmation neuro-linguistique).
L'album Bird Seed reçoit en 2003 une « mention honorable » du Prix Ars Electronica dans la catégorie musiques digitales.

## Discographie

### Albums studio
- 1980 : Birthdeath Experience (réédité en 1993)
- 1980 : Total Sex (réédité en 1983)
- 1980 : Erector (réédité en 1995)
- 1980 : Dedicated to Peter Kürten (réédité en. 1996)
- 1980 : Buchenwald (réédité en 1996)
- 1980 : New Britain (réédité en 1996)
- 1980 : Psychopathia Sexualis
- 1983 : Right to Kill
- 1985 : Great White Death (réédité en 1991 et en 1997)
- 1990 : Thank Your Lucky Stars (réédité en 1997)
- 1992 : Twice Is Not Enough (réédité en 1999)
- 1992 : Never Forget Death
- 1994 : Halogen
- 1995 : Quality Time
- 1998 : Mummy and Daddy
- 2001 : Cruise (réédité en vinyle en 2007)
- 2003 : Bird Seed
- 2006 : Asceticists 2006
- 2007 : Racket

### Albums live et compilations
- 1990 : Cream of the Second Coming (compilation)
- 1991 : Another Crack of the White Whip (compilation)
- 1995 : Tokyo Halogen (album live)

### Come
- 1979 : Come Sunday / Shaved Slits (7")
- 1980 : Rampton (LP)
- 1981 : I'm Jack

### 150 Murderous Passions
- 1981 : The 150 Murderous Passions (collaboration avec Steven Stapleton)